# Конвой Рабаул — Палау (03.06.43 — 11.06.43)
Конвой Рабаул — Палау (03.06.43 — 11.06.43) — японський конвой часів Другої світової війни, проведення якого відбувалось у червні 1943 року.
Конвой сформували для проведення групи транспортів із Рабаула — розташованої на острові Нова Британія головної бази японців в архіпелазі Бісмарка, з якої вони провадили операції на Соломонових островах та сході Нової Гвінеї. Пунктом призначення при цьому був важливий транспортний хаб Палау в західній частині Каролінських островів. До складу конвою увійшли транспорти «Кенрю-Мару», «Самаранг-Мару», «Дайнічі-Мару» (Dainichi Maru), «Генмей-Мару», «Глазго-Мару» та «Нагано-Мару». Відомо, що ескортування забезпечував мисливець за підводними човнами CH-22.
3 червня 1943 року судна вийшли з Рабаула та попрямували на північний захід. У цей період ворожа авіація ще не атакувала комунікації до архіпелагу Бісмарка, проте на них традиційно патрулювали підводні човни. Утім, цього разу конвой зміг пройти без втрат та 11 червня прибув до Палау.